# Mea Culpa (Part II)
Mea Culpa (Part II) je pesma nemačke grupe Enigma sa njihovog debitantskog albuma „MCMXC a.D.“. Singl je bio drugi od četiri singla na albumu, objavljen za Virgin Records 1990. godine. Kao i kod prethodne pesme Sadeness (Part I), otpevana je na francuskom i italijanskom jeziku. Dostigla je na sedmo mesto U.S. Billboard Hot Dance Music/Club Play liste.

## Pesme
CD singl
1. "Mea Culpa Part II" (orthodox version) — 3:58
2. "Mea Culpa Part II" (catholic version) — 3:54

CD maxi
1. "Mea Culpa Part II" (fading shades mix) — 6:15
2. "Mea Culpa Part II" (orthodox mix) — 3:58
3. "Mea Culpa Part II" (catholic version) — 3:54

7" singl
1. "Mea Culpa Part II" (orthodox version) — 3:58
2. "Mea Culpa Part II" (catholic version) — 3:54

12" maxi
1. "Mea Culpa Part II" (fading shades mix) — 6:15
2. "Mea Culpa Part II" (orthodox mix) — 3:58
3. "Mea Culpa Part II" (catholic version) — 3:54
4. "Mea Culpa Part II" (LP version) -- 5:05
5. "Communion: O sacrum convivium -- 4:42

## Spoljašnje veze
- Tekst pesme